# 富勒化学教授
富勒化学教授（英語：Fullerian Professor of Chemistry）是一个荣誉职位，由约翰·“疯狂杰克”·富勒在英格兰伦敦的英国皇家科学研究所设立。

## 历届富勒化学教授名单
- 1833-1867 麥可·法拉第[2]
- 1868 威廉·奥德林
- 1874 约翰·贺尔·格莱斯顿
- 1877 詹姆斯·杜瓦
- 1923 威廉·亨利·布拉格
- 1942 亨利·哈利特·戴尔[3]
- 1946 埃里克·凯特利·里德尔
- 1950 爱德华·内维尔·达·科斯塔·安德拉德
- 1953 威廉·劳伦斯·布拉格
- 1966 乔治·波特
- 1988 约翰·默瑞格·托马斯[2]
- 1994 彼得·戴